# Anhalt-Plötzkau
Das Fürstentum Anhalt-Plötzkau war ein deutsches Territorium, das von 1544 bis 1553 und wieder von 1611 bis 1665 bestand. Landesherren waren die Fürsten von Anhalt-Plötzkau aus dem Hause der Askanier.

## Geschichte
Das Fürstentum Anhalt-Plötzkau entstand erstmals 1544 nach der Teilung von Anhalt-Dessau. Nach dem Tod von Georg III., dem Gottseligen, fiel das Land zurück an Anhalt-Dessau.
1603 kam es zu einem Erbteilungsvertrag unter den Brüdern des anhaltischen Fürstenhauses. Das unter Fürst Joachim Ernst von Anhalt-Dessau vereinigte Fürstentum Anhalt wurde unter seinen Söhnen aufgeteilt. Es entstanden zunächst (1606) die vier Teil-Fürstentümer Anhalt-Dessau, Anhalt-Bernburg, Anhalt-Köthen und Anhalt-Zerbst. August, der fünfte Bruder, verzichtete zunächst auf seinen Anteil zu Gunsten von 300.000 Thalern.

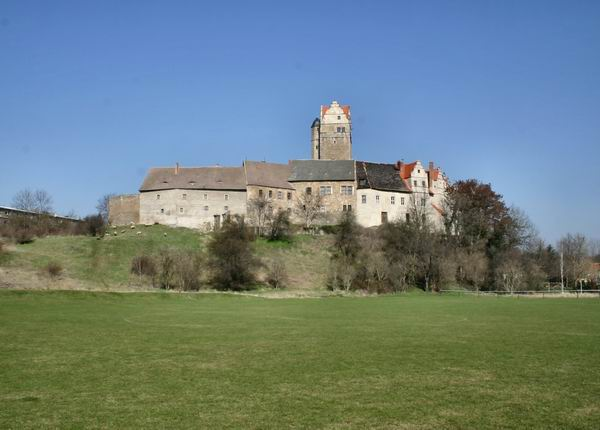
Schloss Plötzkau

Diesem Fürst August gelang es bis 1611 nicht, von der finanziellen Abfindung eigene standesgemäße Güter zu erwerben und eine eigene Residenz einzurichten. Zudem überstiegen seine Ausgaben durch Reisen und Hofhaltung die Einnahmen durch die Verzinsung der Abfindungsgelder. In Folge bat er seine Brüder um eine eigene Herrschaft über Land und Leute.  Christian I. von Anhalt-Bernburg überließ ihm 1611, in Abweichung vom Erbteilungsvertrag, die Herrschaft Plötzkau. Im Vertrag wurden August ausdrücklich die gleichen Herrschaftsrechte wie seinen Brüdern zugestanden. Wie bei den anderen anhaltischen (Teil-)Fürstentümern wurden diese lediglich durch die Gesamtung, eine Reihe unteilbarer Rechte aller askanischen Fürsten, eingeschränkt. Es entstand damit ein fünftes (Teil-)Fürstentum.
1623 erhielt das Fürstentum Anhalt-Plötzkau durch das 1620 zwischen den Brüdern vereinbarte anhaltische Landesdefensionswerk eine eigene „Armee“, bestehend aus Lehensreitern und 20 geworbenen Kriegsknechten. Der anhaltischen Lehensreiterei oblag die Sicherung der Straßen und der Furten/Passagen in die benachbarten Territorien. Rittmeister/Capitain der (gesamt-)anhaltischen Lehensreiterei war 1623 Wilhelm von Proeck.
1665 starb die Linie Anhalt-Köthen aus. Gemäß Erbfolgevertrag von 1603 erbte die Linie Anhalt-Plötzkau den ersten vakant werdenden Thron und übernahm das Fürstentum Anhalt-Köthen. Das Fürstentum Anhalt-Plötzkau fiel an Anhalt-Bernburg zurück und wurde auf Grund von Erbschaft und Gebietsaustausch dem Fürstentum Anhalt-Bernburg-Harzgerode zugeschlagen.

## Überlieferung
Die archivalische Quellenüberlieferung des ehemaligen Fürstentums Anhalt-Plötzkau befindet sich in der Abteilung Dessau des Landesarchivs Sachsen-Anhalt.